# ワッカー酸化

触媒サイクル

ワッカー酸化（ワッカーさんか、Wacker oxidation）は、塩化パラジウムと塩化銅を触媒として、酸素によって末端アルケンを選択的にカルボニル化合物へ酸化する化学反応である。ワッカー反応、ワッカー法、ヘキスト・ワッカー法とも呼ばれる。狭義のワッカー酸化は、同触媒の存在下でエチレンをアセトアルデヒドに酸化する反応を指し、末端アルケンをカルボニル化合物へ酸化する広義のワッカー酸化は辻-ワッカー酸化と呼ばれることがある。

## 歴史
塩化パラジウムの塩酸水溶液にエチレンガスを吹き込むと、塩化パラジウムが0価のパラジウム錯体に還元され、アセトアルデヒドが生成することは1894年にすでに報告されていた。
{\displaystyle {\ce {H2C=CH2\ + PdCl2\ + H2O -> H3C-CHO\ + Pd(0)\ + 2HCl}}}
ドイツの化学会社ヘキスト社の子会社であるワッカー化成社のヴァルター・ハフナー、ユルゲン・シュミット、ラインハルト・ジラは1959年に塩化銅(II)を大過剰使用すると生成した0価のパラジウム錯体が塩化パラジウムに再酸化されることを発見し、この反応を触媒化することに成功した。
塩化銅(II)はパラジウムの再酸化によって還元されて塩化銅(I)となるが、これは酸素によって再び塩化銅(II)へと再酸化される。
{\displaystyle {\ce {Pd(0)\ + 2CuCl2 -> PdCl2\ + 2CuCl}}}
{\displaystyle {\ce {4CuCl\ + O2\ + 4HCl -> 4CuCl2\ + 2H2O}}}
全体の反応式は以下のようになり、エチレンを酸素によってアセトアルデヒドへと酸化したことになる。
{\displaystyle {\ce {2H2C=CH2\ + O2 -> 2H3C-CHO}}}
それまで行なわれていたアセチレンの水和によるアセトアルデヒド製造プロセスは水銀触媒を用いるため、水俣病の原因となるなど環境問題を引き起こしたが、ワッカー酸化は環境負荷が少ない触媒反応として、それに代わるものとなった。
また、これに続き、エチレンと酢酸を酢酸パラジウムを触媒に反応させることで、酢酸ビニルが生成されることも報告された。この反応は工業的な酢酸ビニルの製造方法となっている。
{\displaystyle {\ce {H2C=CH2\ + Pd(OCOCH3)2 -> H2C=CH-OCOCH3 + Pd(0) + CH3COOH}}}
ワッカー法と同様、触媒の再酸化により、以下のような反応式となる。
{\displaystyle {\ce {2H2C=CH2\ + 2CH3COOH\ + O2 -> 2H2C=CH-OCOCH3\ + 2H2O}}}
その後、辻二郎により、より複雑な末端アルケンに対するDMFを溶媒に用いた反応が確立された。

## 反応
重水中で反応を行なっても生成するアセトアルデヒドには重水素が含まれていないことから、以下のような反応機構が考えられている。
まず、エチレンのπ結合が塩化パラジウムと結合し、π錯体{\displaystyle {\ce {Pd<-(CH2=CH2)}}}を形成する。水分子が錯体に求核付加し、π結合がσ結合になるとともに電子が塩素原子に押し出され、水分子由来の水素原子と塩化水素の形で脱離し、{\displaystyle {\ce {Pd-CH2-CH2-OH}}}が生成される。次に、水由来のβ位の水素原子がパラジウム原子へ結合(β脱離)し、ビニルアルコールのπ結合がH-Pd-Clと結合した錯体{\displaystyle {\ce {H-Pd<-(CH2=CH-OH)}}}を形成する。その後、再びπ結合がσ結合になるとともに、パラジウム原子に結合している水素原子が炭素原子に結合し、ヒドロキシ基の水素原子がパラジウム原子へ結合することで、アセトアルデヒドが生成される。
{\displaystyle {\ce {H2C=CH2\ + PdCl2\ + H2O -> H3C-CHO\ + Pd(0)\ + 2HCl}}}
H-Pd-Clは、0価のパラジウム錯体と塩化水素に還元されるが、塩化銅(Ⅱ)によって再び塩化パラジウムに酸化される。
{\displaystyle {\ce {Pd(0)\ + 2CuCl2 -> PdCl2\ + 2CuCl}}}
塩化銅(Ⅱ)が還元されてできた塩化銅(Ⅰ)は、酸素によって酸化され、再び塩化銅(Ⅱ)となる。
{\displaystyle {\ce {4CuCl\ + O2\ + 4HCl -> 4CuCl2\ + 2H2O}}}
これらの反応により、触媒は正味消費されず、触媒サイクルとして反応が進むことがわかる。全体の反応式は以下のようになる。
{\displaystyle {\ce {2H2C=CH2\ + O2 -> 2H3C-CHO}}}

## 辻-ワッカー酸化
ワッカー酸化の溶媒や触媒を工夫することで、より様々な末端アルケンのカルボニル化合物への酸化が可能になった。
{\displaystyle {\ce {2H2C=CH-R\ + O2 -> 2H3C-CO-R}}}
反応を水中ではなくアルコール溶媒中で行なうと、生成物はエノールエーテルとなる。
{\displaystyle {\ce {2H2C=CH-R\ + O2 -> 2H2C=CH-OR}}}